# Liste de ponts de Tchéquie
Cette liste de ponts de Tchéquie présente les ponts remarquables de Tchéquie, tant par leurs caractéristiques dimensionnelles, que par leur intérêt architectural ou historique.

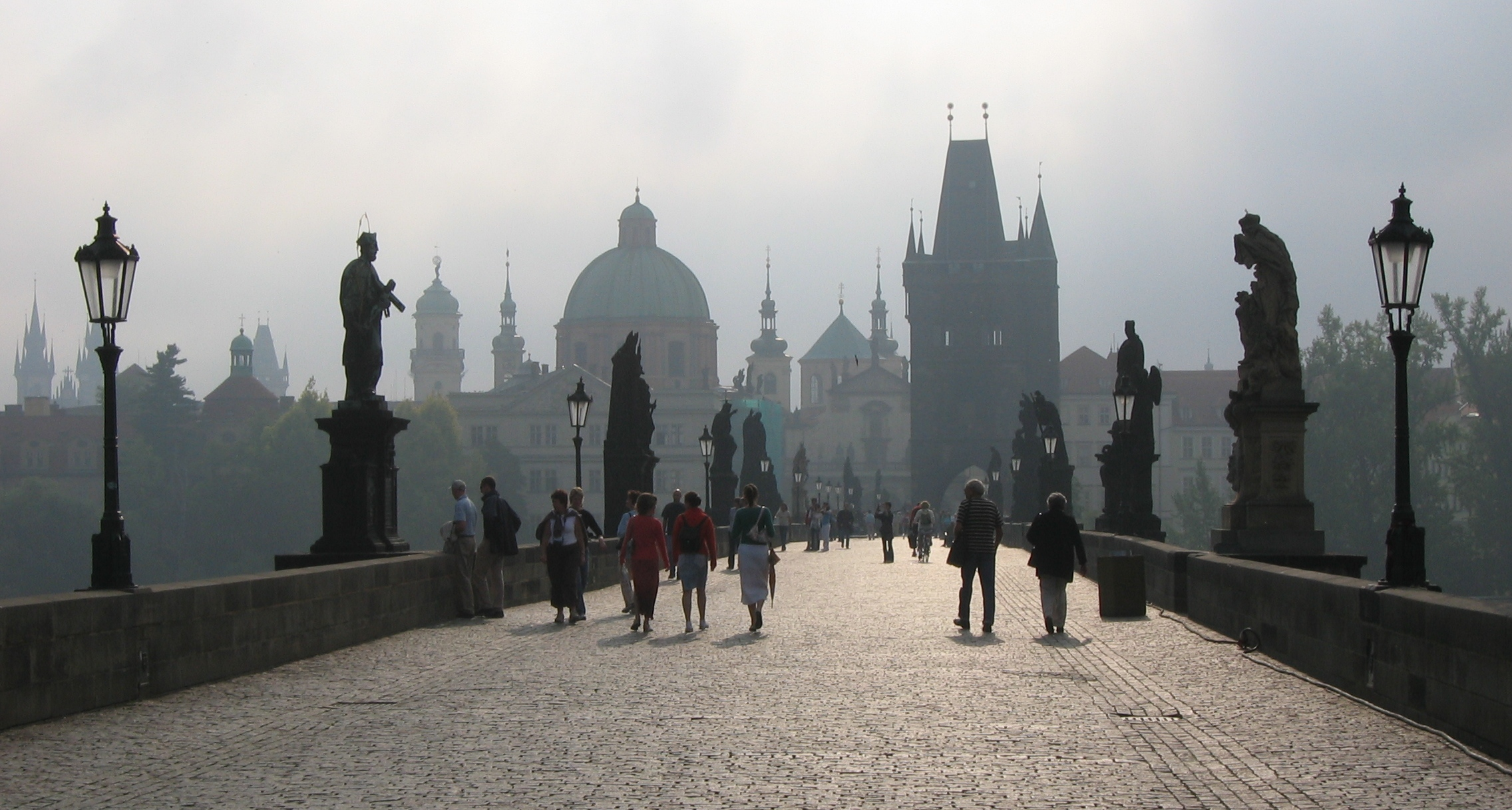
Le pont Charles à Prague.

Elle est présentée sous forme de tableaux récapitulant les caractéristiques des différents ouvrages, et peut être triée selon les diverses entrées pour voir un type de pont particulier ou les ouvrages les plus récents par exemple. La seconde colonne donne la classification de l'ouvrage parmi ceux présentés, les colonnes Portée et Long. (longueur) sont exprimées en mètres. Date indique la date de mise en service du pont.

## Ponts présentant un intérêt historique ou architectural
|  |   | Nom                              | Tchèque              | Distinction                                                                                | Long. | Type                                   | Voie portée Voie franchie                                   | Date | Localisation                                           | Région          | Ref.    |
|  | - | -------------------------------- | -------------------- | ------------------------------------------------------------------------------------------ | ----- | -------------------------------------- | ----------------------------------------------------------- | ---- | ------------------------------------------------------ | --------------- | ------- |
|  | 1 | Pont de pierre de Písek          | Kamenný most v Písku |                                                                                            | 109   | Maçonnerie 7 arches plein cintre       | Svatotrojická - Podskali Otava                              | 1270 | Písek 49° 18′ 35,5″ N, 14° 08′ 44,6″ E                 | Bohême-du-Sud   | [ E 1 ] |
|  | 2 | Pont Charles                     | Karlův most          | Situé dans le centre historique de Prague · Patrimoine mondial (1992)                      | 515   | Maçonnerie                             | Pont piétonnier Vltava                                      | 1380 | Prague 50° 05′ 11,5″ N, 14° 24′ 40,7″ E                | Prague          | [ 1 ]   |
|  | 3 | Pont du château de Český Krumlov | Pláštový most        | Pont habité · Situé dans le centre historique de Český Krumlov · Patrimoine mondial (1992) | 80    | Maçonnerie 4 niveaux                   | Pont piétonnier Anciennes douves                            | 1764 | Český Krumlov 48° 48′ 45,6″ N, 14° 18′ 46,7″ E         | Bohême-du-Sud   | ,       |
|  | 4 | Pont de Stádlec                  | Stádlecký most       | Portée : 86 mètres                                                                         | 146   | Suspendu À chaînes, pylônes maçonnerie | Stádlec - Dobřejice Lužnice                                 | 1848 | Stádlec 49° 22′ 02,3″ N, 14° 30′ 52,8″ E               | Bohême-du-Sud   | [ E 3 ] |
|  | 5 | Viaduc d'Ivančice                | Ivančický viadukt    |                                                                                            | 373   | Treillis Fonte                         | Hors service Bahnstrecke Hevlín–Brno Jihlava                | 1870 | Ivančice 49° 04′ 56,3″ N, 16° 24′ 41,6″ E              | Moravie-du-Sud  |         |
|  | 6 | Viaduc de Žampach                | Žampašský most       | Plus haut pont en maçonnerie de République tchèque Hauteur : 41,7 mètres                   | 109   | Maçonnerie 7 arches plein cintre       | 1 voie ferroviaire                                          | 1900 | Kamenný Přívoz 49° 52′ 22,6″ N, 14° 29′ 15,7″ E        | Bohême centrale | [ E 4 ] |
|  | 7 | Pont couvert de Jurkovič         | Jurkovičův most      | Conçu par l'architecte Dušan Jurkovič                                                      |       | Pont couvert en bois                   | Pont piétonnier Jardins du château de Nové Město nad Metují | 1912 | Nové Město nad Metují 50° 20′ 40,8″ N, 16° 08′ 57,2″ E | Hradec Králové  | [ 3 ]   |
|  | 8 | Pont de Bechyně                  | Bechyňský most       | Portée : 90 mètres                                                                         | 225   | Arc Béton, tablier porté               | Bechyně - Bežerovice 122 Lužnice                            | 1928 | Bechyně 49° 17′ 47,3″ N, 14° 28′ 49,2″ E               | Bohême-du-Sud   | [ E 5 ] |

## Grands ponts
Ce tableau présente les ouvrages ayant des portées supérieures à 100 mètres ou une longueur totale de plus de 3 000 mètres (liste non exhaustive).
|  |    | Nom                                   | Tchèque                         | Portée | Long. | Type                                                                 | Voie portée Voie franchie                                   | Date | Localisation                                         | Région          | Ref.    |
|  | -- | ------------------------------------- | ------------------------------- | ------ | ----- | -------------------------------------------------------------------- | ----------------------------------------------------------- | ---- | ---------------------------------------------------- | --------------- | ------- |
|  | 1  | Pont de Žďákov                        | Žďákovský most                  | 380    | 543   | Arc Acier, tablier porté                                             | Silnice I/19 Vltava                                         | 1967 | Orlík nad Vltavou 49° 30′ 15,8″ N, 14° 11′ 00,6″ E   | Bohême-du-Sud   | ,       |
|  | 2  | Pont de Swiss Bay                     | Most přes Švýcarskou zátoku     | 252    | 312   | Suspendu Tablier mixte acier/béton, pylône acier                     | Passerelle Réservoir de Vranov                              | 1993 | Vranov nad Dyjí 48° 54′ 42,5″ N, 15° 49′ 11,9″ E     | Moravie-du-Sud  |         |
|  | 3  | Nouveau pont de Troja en construction | Trojský most (nový)             | 200    | 262   | Arc Acier, tablier suspendu, suspentes croisées Pont bow-string      | Vltava                                                      | 2013 | Prague 50° 06′ 44,5″ N, 14° 26′ 10,7″ E              | Prague          | [ 5 ]   |
|  | 4  | Pont Podolsko                         | Podolský most                   | 150    | 510   | Arc Béton, tablier porté                                             | 29 Vltava                                                   | 1942 | Podolsko - Temešvár 49° 21′ 25,8″ N, 14° 16′ 21,8″ E | Bohême-du-Sud   | [ E 7 ] |
|  | 5  | Pont Franz Joseph I. démoli en 1947   | Most císaře Františka Josefa I. | 144    | 237   | Suspendu                                                             | Vltava                                                      | 1868 | Prague 50° 05′ 38,8″ N, 14° 25′ 37,3″ E              | Prague          |         |
|  | 6  | Pont d'Oparno                         | Most Oparno                     | 135    | 258   | Arc Béton, tablier porté 2 ouvrages jumelés                          | Dálnice D8 Evropská silnice E55 Milešovský potok            | 2010 | Oparno 50° 32′ 19,5″ N, 13° 59′ 32″ E                | Aussig-sur-Elbe |         |
|  | 7  | Pont Vysočina                         | Most Vysočina                   | 134    | 425   | Poutre-caisson Béton précontraint                                    | Dálnice D1 Evropská silnice E50 Evropská silnice E65 Oslava | 1978 | Velké Meziříčí 49° 21′ 38″ N, 16° 00′ 54,1″ E        | Vysočina        |         |
|  | 8  | Pont Mariánský                        | Mariánský most                  | 123    | 329   | Haubané Monopylône, tablier acier, pylône béton                      | Děčínská Elbe                                               | 1998 | Ústí nad Labem 50° 39′ 37,3″ N, 14° 03′ 12,3″ E      | Aussig-sur-Elbe |         |
|  | 9  | Pont Edvard Benes                     | Most Dr Edvarda Beneše          | 114    |       | Arc Acier, tablier suspendu Pont bow-string                          | Předmostí - Národního odboje Elbe                           | 1939 | Ústí nad Labem 50° 39′ 33,1″ N, 14° 02′ 49,7″ E      | Aussig-sur-Elbe |         |
|  | 10 | Pont Radotínský                       | Radotínský most                 | 104    | 2291  | Poutre-caisson Béton précontraint                                    | R1 Expressway Vltava Berounka                               | 2010 | Prague 49° 59′ 03″ N, 14° 23′ 56,8″ E                | Prague          |         |
|  | 11 | Pont de Lochkov                       | Lochkovský most                 | 101    | 461   | Pont à béquilles Tablier caisson acier, dalle béton, béquilles béton | Rychlostní silnice R1 Prague Ring Evropská silnice E50      | 2010 | Lochkov 50° 00′ 09,7″ N, 14° 20′ 33,1″ E             | Prague          |         |